# Dichotomius prietoi
Dichotomius prietoi är en skalbaggsart som beskrevs av Martinez 1982. Dichotomius prietoi ingår i släktet Dichotomius och familjen bladhorningar. Inga underarter finns listade i Catalogue of Life.